# Mohammed Kudus
Mohammed Kudus (født 2. august 2000) er en ghanesisk professionel fodboldspiller, som spiller for Premier League-klubben Tottenham Hotspur og Ghanas landshold.

## Klubkarriere

### FC Nordsjælland
Kudus ankom til FC Nordsjælland fra Right to Dream Academy i januar 2018 sammen med to holdkammerater, Ibrahim Sadiq og Gideon Mensah, alle tre i en alder af 17 år. Kudus spillede det første halve år med reserveholdet, før han blev forfremmet til førsteholdstruppen i sommeren 2018.
Kudus fik sin officielle debut for FC Nordsjælland kun tre dage efter hans 18. fødselsdag i et 0-2-nederlag mod Brøndby IF. Han spillede fra første minut som angriber, men blev udskiftet i pausen. Med sin debut blev han den 9. yngste debutant i FC Nordsjællands historie.

### Ajax
Kudus skiftede i juli 2020 til Ajax. Han spillede som rotationsspiller i sine to første sæsoner i klubben, hovedsageligt som resultat af skader. Hans store gennembrud kom i 2022-23 sæsonen, hvor han blev etableret som en fast mand på midtbanen.

### West Ham United
Kudus skiftede i august 2023 til West Ham United.

### Tottenham Hotspur
Kudus skiftede i juli 2025 til Tottenham Hotspur i en aftale som gør ham til den dyreste ghanesiske fodboldspiller nogensinde.

## Landsholdskarriere

### Ungdomslandshold
Kudus har repræsenteret Ghana på flere ungdomsniveauer.

### Seniorlandshold
Kudus debuterede for Ghanas landshold den 14. november 2019.

## Titler
Ajax
- Eredivisie: 2 (2020-21, 2021-22)
- KNVB Cup: 1 (2020-21)

Individuelle
- Årets fodboldspiller i Ghana: 1 (2023)